# Ісламський культурний центр (Одеса)
Ісламський культурний центр «Аль-Масар» — мечеть і культурна організація в місті Одеса. Саме цей центр був першим відкритий в Україні організацією Альраїд. Ісламський культурний центр м. Одеса — один із дев’ятьох ісламських культурних центрів, розташованих у найбільших містах України. У молитовному залі цього центру правляться щоденні та п’ятничні молитви Джума-намаз. Для мусульман працюють гуртки читання Корану, лекції з основ Ісламу. Під час священного Рамадану в  культурному центрі регулярно відбуваються колективні розговіни (іфтар), а в дні свят Рамазан-байрам та Курбан-байрам влаштовують урочистості.

## Інфраструктура
- регіональна громадська організація «Аль-Масар», яка свого часу стала однією з основотворчих частин ВАГО «Альраїд»
- молитовна зала (мечеть), розрахована на приблизно 500 людей
- релігійна громада мусульман міста Одеси
- ісламська бібліотека
- недільна школа з вивчення арабської мови та культури ісламського світу
- центр надання допомоги малозабезпеченим і нужденним

## Діяльність
Основна діяльність ІКЦ полягає насамперед у створенні  міжрелігійного та міжкультурного діалогу, донесенні до українців правдивої інформації про Іслам та мусульман. Також вірянам надається можливість провести обряд нікях (одруження) та джаназа-намаз (заупокійна молитва).

## Зовнішні посилання про діяльність закладу
- Не можна додержувати сунни про людське око, залишаючись насправді лихим і нечулим (12.01.2016)
- Турбота про близьких, сусідів, співгромадян робить людину кращою (18.11.2013)
- Руйнуючи стереотипи: культурно-просвітницький караван про Пророка можна влаштовувати не тільки до Мавліду! (09.11.2015)
- Показ мод, мехенді й кава: День арабської мови в Одесі (21.12.2015)